# 이일웅
이일웅(李一雄, 1942년 7월 5일~2022년 5월 10일)은 대한민국의 배우이다.
1961년 연극배우 첫 데뷔 후 1964년 KBS 4기 탤런트로 정식 데뷔를 하였고, 1970년 KBS TV 드라마 《미스터리 흥분하다》의 미스터리 역으로 성공한 시기를 전후하여 본격적인 영화배우 활동을 병행하기 시작했고, 영화 데뷔는 1968년 《장군의 수염》이다. KBS TV탤런트극회장을 역임했다. 취미는 스킨 스쿠버, 스키, 낚시로 한때 낚시 동호회 회장을 지내기도 했다. 2022년 5월 10일, 담도암으로 79세를 일기로 숨졌다.

## 출연작

### 텔레비전
- 1969년: KBS드라마 꽃집 아줌마
- 1970년: KBS드라마 미스터리 흥분하다
- 1970년: KBS드라마 꽃동네 새동네
- 1971년: KBS드라마 귀로 ... 임창만 역
- 1971년: KBS드라마 북간도
- 1972년: KBS드라마 심청전
- 1972년: KBS드라마 허생전
- 1972년: KBS드라마 야간비행
- 1972년: KBS드라마 고향
- 1974년: KBS드라마 조총련
- 1975년: KBS드라마 삼거리집
- 1975년: KBS드라마 대동강
- 1975년: KBS드라마 전우
- 1976년: KBS드라마 역류
- 1976년: KBS드라마 유럽특급 ... 곽태기 역
- 1978년: KBS드라마 6.25
- 1979년: KBS드라마 나그네
- 1979년: KBS드라마 대한국인 ... 홍석구 신부 역
- 1979년: KBS드라마 어떤 여자 ... 이중업 역
- 1980년: KBS드라마 파천무 ... 한명회 역
- 1980년: KBS드라마 붉은 왕조
- 1980년: KBS드라마 달리는 사람들
- 1981년: KBS드라마 대명
- 1981년: KBS드라마 뚝쇠 장군
- 1982년: KBS드라마 풍운 ... 오카모토 류노스케 역
- 1982년: KBS드라마 너는 누구냐
- 1982년: KBS드라마 지금 평양에선
- 1983년: KBS드라마 개국 ... 곽충보 역
- 1983년: KBS드라마 빛과 사슬
- 1984년: KBS드라마 불타는 바다
- 1984년: KBS드라마 함정 ... 김일 역
- 1984년: KBS드라마 토함산 ... 이영도 노인 역
- 1984년: KBS드라마 날아라 슈퍼맨 ... 외계인 사령관 역
- 1985년: KBS드라마 빛과 그림자
- 1985년: KBS드라마 황토
- 1986년: KBS드라마 내마음 별과 같이
- 1987년: KBS드라마 사랑의 화원
- 1987년: KBS드라마 이화
- 1987년: KBS드라마 환멸을 찾아서
- 1987년: KBS드라마 진주탑
- 1987년: KBS드라마 TV손자병법
- 1987년: KBS드라마 토지 ... 임역관 역
- 1988년: KBS드라마 풍객
- 1988년: KBS드라마 만수의 크리스마스
- 1989년: KBS드라마 지포리에서 생긴 일
- 1989년: KBS드라마 등
- 1989년: KBS드라마 영주의 증명
- 1989년: KBS드라마 당추동 사람들
- 1990년: KBS드라마 파천무 ... 이보흠 역
- 1990년: KBS드라마 왕조의 세월 ... 한창수 역
- 1991년: KBS드라마 저린 손 끝
- 1991년: KBS드라마 침묵의 땅
- 1991년: KBS드라마 바람꽃은 시들지 않는다
- 1992년: KBS드라마 해뜰날
- 1992년: KBS드라마 대리인
- 1993년: MBC드라마 제3공화국 ... 김일홍 역
- 1993년: MBC드라마 전원일기 추석손님 편 ... 노마 엄마의 시아버지 역(단역)
- 1993년: KBS드라마 청춘극장
- 1994년: KBS드라마 지붕 위의 남자
- 1994년: KBS드라마 한명회 ... 엄자치 역
- 1994년: KBS드라마 남자는 외로워
- 1994년: KBS드라마 이선풍 저승 유람
- 1994년: KBS드라마 무당
- 1994년: MBC드라마 큰 언니 ... 갑득 역
- 1995년: MBC드라마 제4공화국 ... 박준규 역
- 1996년: KBS드라마 조광조 ... 유자광 역
- 1996년: MBC드라마 춘향 아씨 한양 왔네
- 1996년: KBS 납량특집 드라마 전설의 고향 - 90년대 시리즈 ... 사글/씨받이/열녀문 편 역
- 1997년: MBC드라마 강릉가는 옛길
- 1997년: MBC드라마 객사
- 1998년: KBS 월화드라마 진달래꽃 필 때까지
- 1999년: KBS 대하드라마 왕과 비
- 1999년: KBS 일요베스트 - 훈수
- 2000년: KBS 대하드라마 태조 왕건 ... 오다련 역
- 2000년: KBS 메디컬 서스펜스 드라마 RNA ... 최원장 역
- 2001년: KBS 전원드라마 대추나무 사랑걸렸네 ... 판수 역
- 2001년: KBS 특별기획드라마 명성황후 ... 구로다 기요타카 역
- 2002년: KBS 대하드라마 제국의 아침 ... 초선 집사장 역
- 2002년: SBS 대하드라마 야인시대 ... 이갑성 역
- 2003년: KBS 대하드라마 무인시대 ... 이인로 역
- 2003년: KBS2단막극 드라마시티 - 엄마의 첫 사랑 ... 남보원 역
- 2004년: SBS 광복60년 대하드라마 토지 ... 바우 할아범 역
- 2005년: MBC 특별기획 주말드라마 제5공화국 ... 이토추 상사 세지마 류조 회장 역
- 2006년: KBS 아침드라마 걱정하지마 ... 최 노인 역
- 2006년: KBS 대하드라마 대조영 ... 계진 역
- 2007년: SBS드라마 연개소문
- 2007년: MBC 드라마넷드라마 별순검 시즌 1 ... 류치경 역
- 2007년: KBS2단막극 드라마시티 - 늙은 양아치의 노래 ... 일수영감 역
- 2011년 ~ 2012년 OCN 《특수사건 전담반 TEN》 ... 사진사 역

### 영화
- 1968년: 《장군의 수염》
- 1974년: 《악마의 제자들》, 《마지막 대결》, 《울지 않으리》, 《유관순》, 《국회 푸락치》
- 1975년: 《바보들의 행진》, 《태양의 분노》, 《미스염의 순정시절》, 《잔류첩자》, 《서북청년》, 《미스영의 행방》, 《춘희 '75》
- 1976년: 《홍길동》, 《아내》, 《성춘향전》
- 1977년: 《야행》, 《사랑의 나그네》, 《옥례기》
- 1978년: 《상록수》, 《상처》
- 1979년: 《30일간에 야유회》, 《수녀》, 《율곡과 신사임당》
- 1980년: 《깃발없는 기수》, 《병태와 영자2》, 《팔불출》, 《조용히 살고 싶다》
- 1981년: 《종군수첩》
- 1982년: 《조용한 방》, 《나는 할렐루야 아줌마였다》
- 1984년: 《내가 마지막 본 흥남》, 《새댁 나팔을 불기 시작했다》
- 1985년: 《안녕 도오쿄》
- 1987년: 《블루하트》, 《지옥의 링》
- 1988년: 《고금 소총》
- 1990년: 《그들도 우리처럼》, 《안개 속의 여자》, 《고금 소총2》
- 1991년: 《사랑은 지금부터 시작이야》, 《5변신전사 트랜스 토디》
- 1992년: 《째즈빠 히로시마》, 《비황》
- 1993년: 《에미의 들》, 《공포의 덩크슛》, 《살아리랏다》
- 1994년: 《증발》, 《새알각하》
- 1995년: 《무궁화 꽃이 피었습니다》, 《말미잘》, 《피아노가 있는 겨울》

## 수상
- 1993년 제4회 춘사대상영화제 남자우수연기상 《살어리랏다》

## 광고
- 1995년 공익광고협의회 앵무새 편(성우:송두석)